# Gungvalamasten

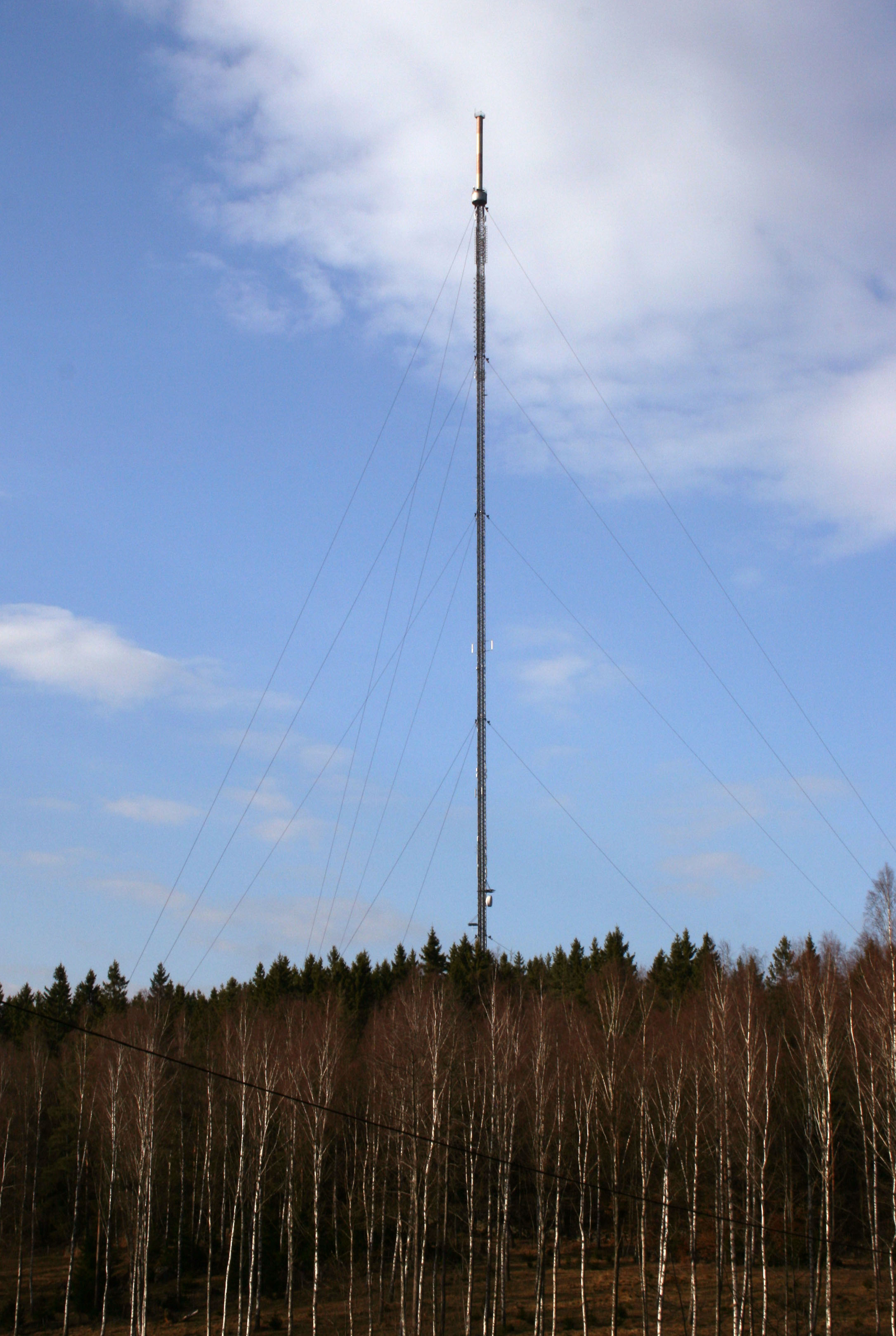
Gungvalamasten

Gungvalamasten ist die Bezeichnung eines 335 Meter hohen Sendemastes zur Verbreitung von UKW-Hörfunk- und Fernsehprogrammen in der Nähe von Karlshamn in Schweden. Er gehört zusammen mit den Jupukkamasten, Fårhultsmasten und Storbergsmasten zu den höchsten Bauwerken des Landes.